# Helling van Nieuwkerke
De Helling van Nieuwkerke is een heuvel in het Heuvelland, tussen Dranouter en Nieuwkerke in de Belgische provincie West-Vlaanderen. De top ligt op 65 meter in Nieuwkerke. Aan de voet rechtsaf begint de klim De Walletjes.
De Helling van Nieuwkerke is een onderdeel van de zogenaamde zuidelijke heuvelkam in het Heuvelland, deze bestaat daarnaast uit de Ravensberg, de Zwarte Molen, De Walletjes, de Kraaiberg en de Rozenberg. Ten zuiden van deze heuvelkam bevindt zich het stroomgebied van de Leie, ten noorden van deze heuvelkam ligt de centrale heuvelkam waar onder andere de Kemmelberg deel van uitmaakt. Tussen de zuidelijke en centrale heuvelkam ligt het riviertje de Douvebeek. Alles ten zuiden van de centrale heuvelkam stroomt naar de Leie, alles ten noorden van deze heuvelkam naar de IJzer.

## Wielrennen
In 1991 werd de helling eenmaal officieel opgenomen in Gent-Wevelgem, officieus is ze vaker beklommen. In dat jaar nam de wielerklassieker voor het eerst sinds 1955 de Kemmelberg niet op in het parcours, wegens een dreigende boycot van vier Franse wielerploegen. De ploegen waren het niet eens met het feit dat ze zonder volgwagen met ploegleider over de Kemmelberg moesten. De organisatie besluit daarop de Kemmelberg te schrappen. In plaats van de voor dat jaar bedoelde drie beklimmingen van de Kemmelberg zocht men naar "2e rangs" hellingen als de Goeberg, de Suikerberg en de Kraaiberg. Na de Suikerberg volgde de klim van de Helling van Nieuwkerke, alvorens de Kraaiberg werd beklommen.